# Chong Tae-hyon
Det här är en artikel om en person med koreanskt personnamn; Chong är familjenamnet medan Tae-hyon motsvarar ett svenskt förnamn.
Chong Tae-hyon (hangul: 정대현; hanja: 鄭大炫), född den 10 november 1978 i Gunsan, är en sydkoreansk före detta professionell basebollspelare som tog brons för Sydkorea vid olympiska sommarspelen 2000 i Sydney, och som även tog guld vid olympiska sommarspelen 2008 i Peking.
Chong representerade även Sydkorea vid World Baseball Classic 2006, när Sydkorea kom trea, och 2009, när Sydkorea kom tvåa.